# Vrančići
Vrančići är en ort i Bosnien och Hercegovina.   Den ligger i entiteten Federationen Bosnien och Hercegovina, i den centrala delen av landet, 15 km väster om huvudstaden Sarajevo. Vrančići ligger 613 meter över havet och antalet invånare är 351.
Terrängen runt Vrančići är kuperad åt nordväst, men åt sydost är den bergig. Runt Vrančići är det ganska tätbefolkat, med 93 invånare per kvadratkilometer.. Närmaste större samhälle är Sarajevo, 15,1 km öster om Vrančići. 
I omgivningarna runt Vrančići växer i huvudsak blandskog.